# Oscar Chongo
Oscar Chongo est un boxeur zambien né le 25 janvier 1965.

## Carrière
Aux Jeux olympiques d'été de 1988 à Séoul, Oscar Chongo est éliminé au deuxième tour dans la catégorie des poids mouches par l'Indien Manoj Pingale.
Il est médaillé de bronze dans la catégorie des poids coqs aux Jeux africains du Caire en 1991, s'inclinant en demi-finale contre l'Algérien Slimane Zengli.
Aux Jeux olympiques d'été de 1992 à Barcelone, il est éliminé au deuxième tour dans la catégorie des poids coqs par le Bulgare Serafim Todorov.
Il est médaillé de bronze dans la catégorie des poids coqs aux Jeux africains de Harare en 1995, s'inclinant en demi-finale contre le Ghanéen Kehinde Aweda (en).
Aux Jeux olympiques d'été de 1996 à Atlanta, il est éliminé au premier tour dans la catégorie des poids coqs par le Mongol Tseyen-Oidovyn Davaatseren.